# الاجران (ذي السفال)

تعديل مصدري - تعديل

الاجران محلة تابعة لقرية العريفة، التابعة لعزلة وادي ضباء بمديرية ذي السفال إحدى مديريات محافظة إب في الجمهورية اليمنية، بلغ تعداد سكانها 91 حسب تعداد اليمن لعام 2004.